# Miłość (chrześcijaństwo)

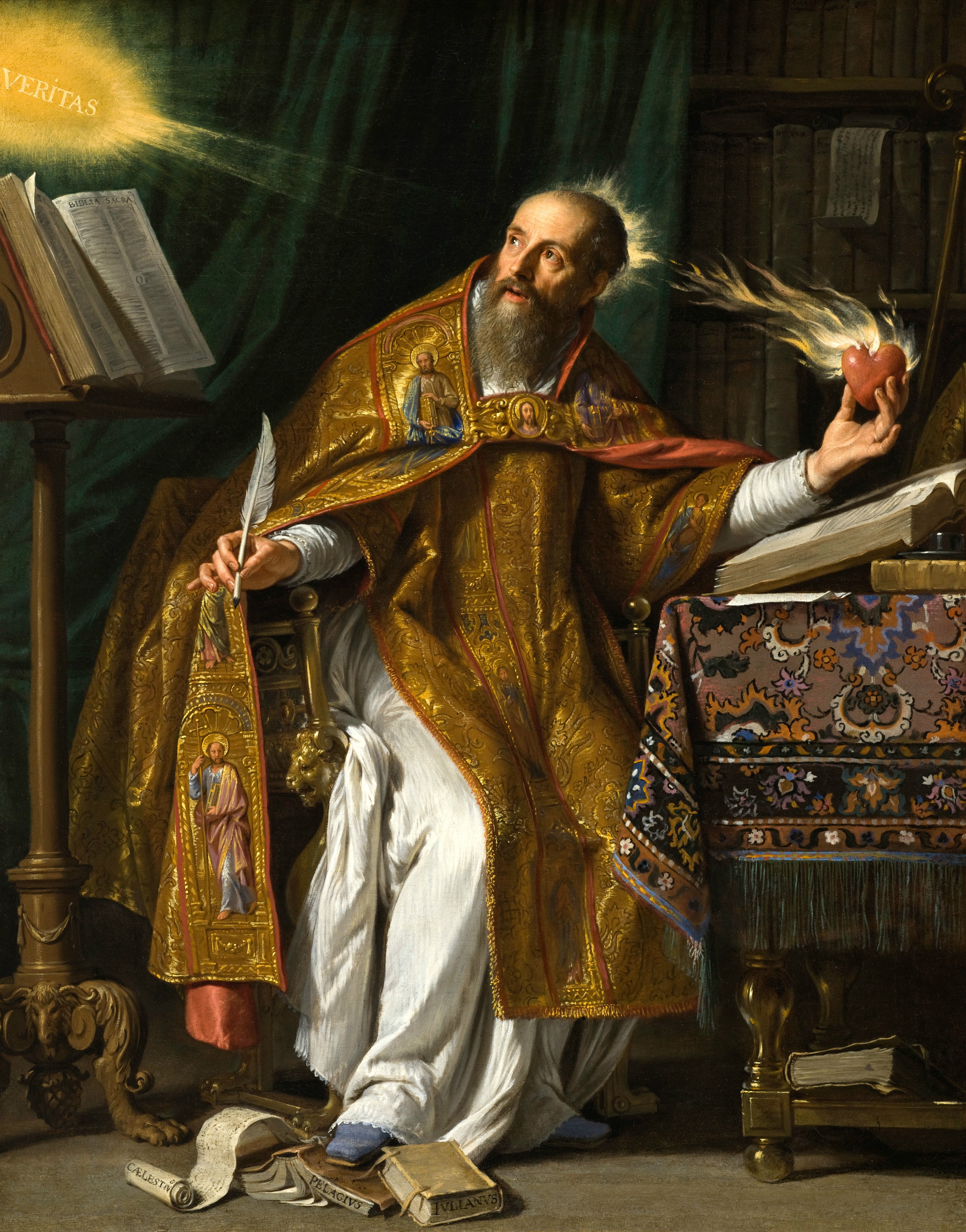
Św. Augustyn – umiłowanie prawdy. Symboliczne przedstawienie związku miłości duchowej i prawdy w życiu tego Ojca Kościoła (por. 1 Kor 13,6), autora maksymy: niespokojne jest serce człowieka, dopóki nie spocznie w Bogu. Philippe de Champaigne 1645-1650 r., olej na płótnie, Los Angeles County Museum of Art.

Miłość (łac. caritas, amor, dilectio; gr. ἀγάπη, agape) – pragnienie dobra. Podstawowe źródło szczęścia człowieka. Wypływa z miłości Boga, będąc darem darmo otrzymanym (por. Rz 5,5). Ma swoją kontynuację w miłości bliźniego, tworząc wspólnotę (por. 1 J 1,3). Obejmuje wszystkich ludzi, szczególnie biednych materialnie i duchowo, a także nieprzyjaciół (por. Mt 25,31-46; 5,44). Stanowi wolną decyzję duszy rozumnej – jest więc możliwa wyłącznie między osobami. Stanowi najwyższą z cnót teologalnych. Definiowana jest jako pełnienie woli Bożej. Ostatecznie to sam Bóg jest miłością (1 J 4,8.16). Jeden z owoców Ducha Świętego (Gal 5,22–23). Caritas nie ma nic wspólnego z nauką o Erosie w antycznej filozofii miłości i jest jego przeciwieństwem, ponieważ Eros oznacza wznoszenie się, podczas gdy caritas zawsze jest zstąpieniem się, zstępującą miłością, ruchem z góry na dół.

## Miłość Boga w Piśmie Świętym

### Stary Testament

#### Patriarchowie
Adam i Ewa byli przepełnieni Bożą miłością (Rdz 1,26-31). Abraham wzięty od pogan został zaproszony podobnie jak Adam i Ewa do przyjaźni z Bogiem (Rdz 12–17). Ta przyjaźń między innymi objawiła się w tym że Bóg uczynił z Abrahama powiernika Jego sekretów. Stało się tak, ponieważ Abraham odpowiedział na wymagania Bożej miłości: to znaczy – na Jego wezwanie opuścił swoją ojczyznę. Do jeszcze intymniejszej więzi wezwał Bóg Abrahama, gdy dał mu polecenie złożenia w ofierze swojego jedynego umiłowanego syna a wraz z nim swojej ludzkiej miłości (Rdz 22, 1–19).

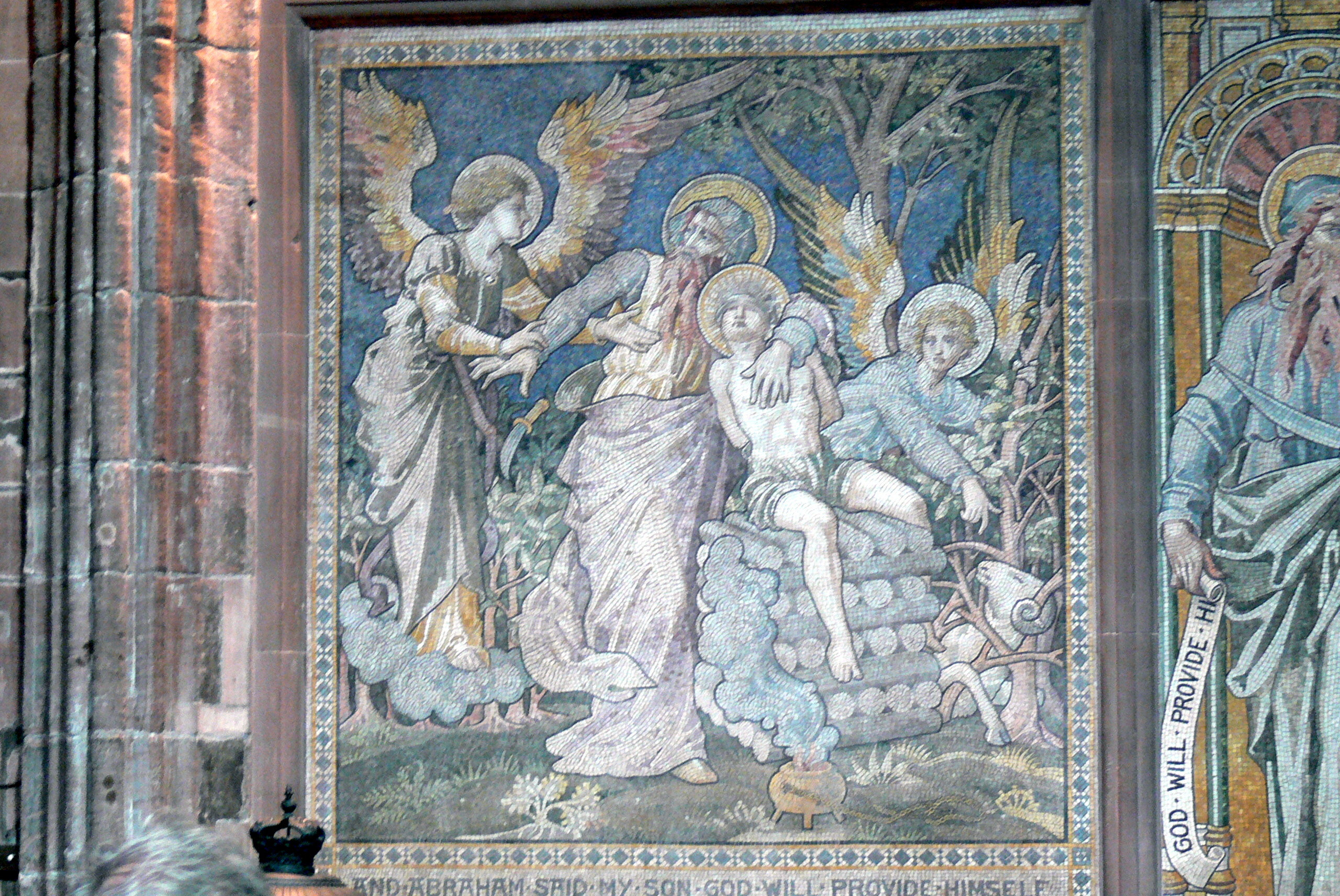
Ofiara z Izaaka opisana w Księdze Rodzaju 22, 1–19. Było to oczyszczenie miłości ojcowskiej Abrahama i próba jego miłości Boga. Mozaika (1883 r.), katedra w Chester w Wlk. Brytanii.

Patriarchę Mojżesza Bóg Jahwe również zaprosił do przyjaźni i jego miłość do Boga również przeszła liczne próby: i tak czytamy, że cały jego lud znalazł się w stanie zagrożenia wskutek konfliktu, który to zaistniał pomiędzy świętością Boga a grzechem człowieka. Mojżesz staje przed wyborem  opowiedzenia się za Bogiem, którego jest wysłannikiem,  albo za ludem którego jest przedstawicielem (Wj 32,9–13). I jeżeli wytrwał w wierności, to tylko dlatego, że od momentu swego powołania aż  do śmierci czynił nieustannie postępy w zażyłości z Bogiem, postępując z Nim tak, jak ze swoim przyjacielem (Wj 33,11).Objawił więc mu Bóg swoją niezwykłą czułość  i miłość, która nie tracąc nic ze swojej świętości jest miłosierdziem (Wj 34,6n).

#### Prorocy
Idąc dalej poprzez Stary Testament, dochodzimy do ksiąg prorockich. I tak odkrywamy w ich życiu, że prorocy byli powiernikami Boga, który ich osobiście kochał i wyłączał spośród innych ludzi. Ich powołanie niekiedy ich przygniatało, lecz także napełniało radością. To prorocy są świadkami dramatu miłości i Bożego gniewu (Am 3,2). W kolejnych księgach prorockich, takich jak Ozeasza, Ezechiela czy Jeremiasza, odczytujemy, z jednej strony, niewdzięczną, wiarołomną, zdradliwą i przewrotną  postawę ludzi  wobec  wiernej, pełnej czułości i zazdrosnej o swoją chwałę miłości Boga. Z drugiej zaś, odkrywamy już rąbka owej niepojętej dla ludzkiego i anielskiego umysłu tajemnicy Bożego Miłosierdzia. Miłość ta silniejsza jest niż grzech, choćby wypadało podjąć cierpienie (Oz 11,8): przebacza i tworzy Izraelowi nowe serce, serce zdolne do miłowania (Oz 2,21n; Jer 31,3.20.22; Ez 16,60–63, 36,26n). Inne obrazy, takie jak np.: obraz Pasterza (Ez 34) albo winnicy (Iz 5; Ez 17,6–10) wyrażają tę samą miłość Boża i ten sam dramat. W  Księdze Powtórzonego Prawa zredagowanej wówczas, gdy naród wybrany zdecydowanie zaczął przekładać kult idoli nad miłość Boga jedynego, miłość Boga do Izraela okazała się miłością niczym nie zasłużoną przez Izraela, całkowicie darmową, bezinteresowną (Pwt 7,7n), dlatego naród ten powinien „kochać Boga z całego serca” (6,5), poprzez akty adoracji i posłuszeństwa (Pwt 11,13;19,9).  Izrael miał dokonać radykalnego wyboru, samozaparcia się, które wiele kosztowało (4,9-28; 30 ,15-20). Było to możliwe tylko wówczas, gdy sam Bóg przyjdzie aby dokonać obrzezania serca w Izraelu i uczynić je zdolnym do miłowania. (Pwt 30,6).

#### Po wygnaniu babilońskim
Po wygnaniu babilońskim Izrael, oczyszczony cierpieniem, stwierdza coraz wyraźniej, że współżycie z Bogiem to dialog miłości. Tak właśnie odczytano ponownie Pieśń nad pieśniami.
Po wygnaniu świadomość, że Bóg zwraca się do serca każdego człowieka z osobna jest jeszcze silniejsza. Okazuje się, że Bóg kocha nie tylko społeczność jako taką (Pwt 4,7) lub jej przywódców (2 Sm 12,24) ale każdego Żyda, zwłaszcza sprawiedliwego, ubogiego i poniżonego (Psalm 113,5-9). I nawet zarysowuje się powoli idea, że oprócz Żydów miłość Jahwe dosięga także pogan, co więcej dotyka wszelkiego stworzenia (Mdr 11,23-26). Tak więc w przededniu przyjścia Chrystusa, pobożny Żyd (hbr. hasid: Ps 4,4;132,9.16) medytując nad Słowem Bożym, uświadamiał  sobie, że jest kochany przez Boga, którego wychwala za Jego pełną miłosierdzia wierność względem przymierza (Ps 136; Jl 2,13) za Jego dobroć (Ps 34,9 ;100,5) i łaskę (Rdz 6,8; Iz 30,18). W zamian za to wyznaje on bezustannie swoją miłość do Boga (Ps 31,24; 73,25; 116,1) i do wszystkiego co pozostaje w związku z Nim: do Jego imienia, Prawa, Mądrości (Ps 34,13; 119,127; Iz 56,6; Syr 1,10; 4,14). Miłość ta musi często stawiać czoło złemu przykładowi (Ps 10; 40,14-17; 73; Syr 2,11-17); Opozycja tego rodzaju może się niekiedy skończyć nawet męczeństwem, jak to miało miejsce za czasów Machabeuszów (2 Mch 6-7).

### Nowy Testament
W Nowym Testamencie miłość Boża wyraziła się w jednym fakcie: Jezus urodził się w Betlejem, dlatego, by jako Bóg i jako człowiek mógł na sobie doświadczyć owego dramatu dialogu miłości pomiędzy Bogiem a człowiekiem, którego szczytem był krzyż i śmierć, a owocem chwalebne zmartwychwstanie. Miłość Boga względem ludzi jest tajemnicą Boga Trój-jedynego, Ojca i Syna i Ducha Świętego – tę jej trynitarną naturę miłości, ujętą w dogmat na Soborze nicejskim (325 r.) można jak w źródle dostrzec już w pismach nowo-testamentalnych.
W Starym Przymierzu miłość Boga ukazywały liczne wydarzenia będące Jego inicjatywą, zaproszeniem do miłości – nie jeden raz niestety odrzucane przez człowieka. Bóg doznawał wówczas cierpienia miłości odrzuconej, w sposób bolesny dźwigał ludzkości ku górze po to, by ludzie mogli zostać wyniesieni na poziom Bożej miłości i posiąść łaskę kochania. W Nowym Testamencie Bóg odsłonił przed ludźmi jeszcze bardziej rąbka swojej Wszechmocnej i Wszechpotężnej miłości we Wcieleniu.

#### Miłość objawiona w Jezusie Chrystusie
Bóg daje ludziom swojego Syna, aby w Nim pojednać ludzi i cały świat ze Sobą. Zainicjowane w ten sposób zostało Nowe Przymierze – dochodzi do trwałych zaślubin Oblubieńca z całą ludzkością. Hojność Boga, okazywana od samego zarania dziejów Izraela (Pwt 7,7n), osiąga swój punkt szczytowy. Przyjmując Syna Bożego, człowiek nie może zachować się inaczej, jak tylko wyrzec się wszelkiej pychy i zarozumiałości, liczącej na własne zasługi: dar miłości, którym Bóg obdarzył człowieka, jest bowiem absolutnie darmo dany (Rz 5,6 n; Tt 3,5; 1 J 4 ,10 -19). Jest on przekazywany człowiekowi definitywnie, wykracza poza ziemską egzystencję Jezusa (Mt 28,20; J 14,18 n) i jest posunięty w swych rozmiarach aż do ostatecznych granic, bo zezwala na śmierć Syna, ażeby świat miał życie (Rz 5,8;  8,32) i żebyśmy byli synami Boga (1 J 3,1).
Jeżeli „Bóg tak umiłował świat, że wydał Syna swego Jednorodzonego” (J 3,19) to dlatego żeby ludzie mieli życie wieczne. Lecz samych siebie potępiają ci, którzy nie chcą wierzyć w Tego, co został posłany, i „ bardziej kochają ciemności niż światło” (J 3,19). Nie można uniknąć konieczności wyboru: albo miłość przez wiarę w Syna, albo gniew wskutek odrzucenia wiary (J 3,36).
Miłość doskonała objawiona w Jezusie, który przychodzi po to, by żyć miłością w pełni swego człowieczeństwa i gorąco wzywać do miłości. W osobie Jezusa człowiek kocha Boga i jest przez Niego kochany. Kochać Jezusa to znaczy zachowywać w całości jego słowa (J 14,15 21.23) i kroczyć za Nim, wyrzekając się przy tym wszystkiego co sprzeciwia się Jego nauce. Od przyjścia Jezusa na świat zarysowuje się na przestrzeni całej Ewangelii (Łk 2,34) bardzo wyraźny przedział pomiędzy przyjmującymi a odrzucającymi tę miłość, wobec której nie można pozostać obojętnym (J 6,60 -71). Na krzyżu Jezus Chrystus został w pełni uwielbiony (J 17,4); „Człowiek Jezus” a z Nim cała ludzkość  zasługują też od tego momentu na miłość Boga bez zastrzeżeń (J 10,17). Bóg i rodzaj ludzki osiągają zjednoczenie w miłości, zgodnie z modlitwą Jezusa przed męką (J 17).

#### Miłość objawiona w Duchu Świętym
Jeśli Kalwaria jest miejscem doskonałej miłości, to sposób w jaki tam została objawiona miłość stanowi dowód najbardziej przekonujący na jej istnienie. Duch który stwarza w człowieku serce nowe, wylany w „Zielone Święta” (Dz 2,1-36) zgodnie z zapowiedzią Jezusa (J 14,16nn) jest od tego momentu  obecny w świecie przez Kościół (Ef 2,21 n) i naucza ludzi tego wszystkiego, co już powiedział Jezus, sprawiając, że mogą  teraz zrozumieć  poprzez  poznanie prawdziwie religijne to, co stanowi wewnętrzną treść nauczania Jezusa. Będąc lub nie świadkami życia Jezusa, ludzie są  teraz sobie równi, bez względu na czas i pochodzenie. Każdy człowiek potrzebuje Ducha Świętego, by mógł powiedzieć Ojcze (Rz 8,15) i oddać chwałę Chrystusowi (J 16,14). W ten sposób powstaje w nas miłość, od której nic już nie może nas oddzielić (Rz 8,35–39); ona też przygotowuje nas na spotkanie z miłością pełną, kiedy to będziemy poznawali tak, jak zostaliśmy poznani (1 Kor 13,12).

#### Miłość Ojca
Bóg jest miłością (Deus Caritas Est). W dialogu miłości ze swym Panem, chrześcijanin zbliża się stopniowo do tajemnicy Boga samego. Bóg bowiem, nie od razu objawił Kim jest, Bóg mówi, nawołuje, działa, a człowiek tą właśnie drogą osiąga coraz to dokładniejsze Jego poznanie. Wydając własnego Syna, Bóg objawił się jako Ten, który przez miłość daje siebie samego (Rz 8,32). Prowadząc ze swym Ojcem ustawiczny dialog miłości absolutnej i objawiając w ten sposób, że Ojciec i Syn stanowią „jedno” odwiecznie (J 10,30) i że On jest Bogiem samym (J 1,1), Syn jedyny, bytujący w łonie Ojca objawił nam Boga, którego nikt nigdy nie widział.
Syn i Ojciec trwają w jedności Ducha Świętego – spośród wszystkich słów ludzkich, razem z całym ich bogactwem i ograniczeniami, właśnie słowo miłość najlepiej opisuje tajemnicę Trójcy Świętej, istniejących we wzajemnej relacji daru.

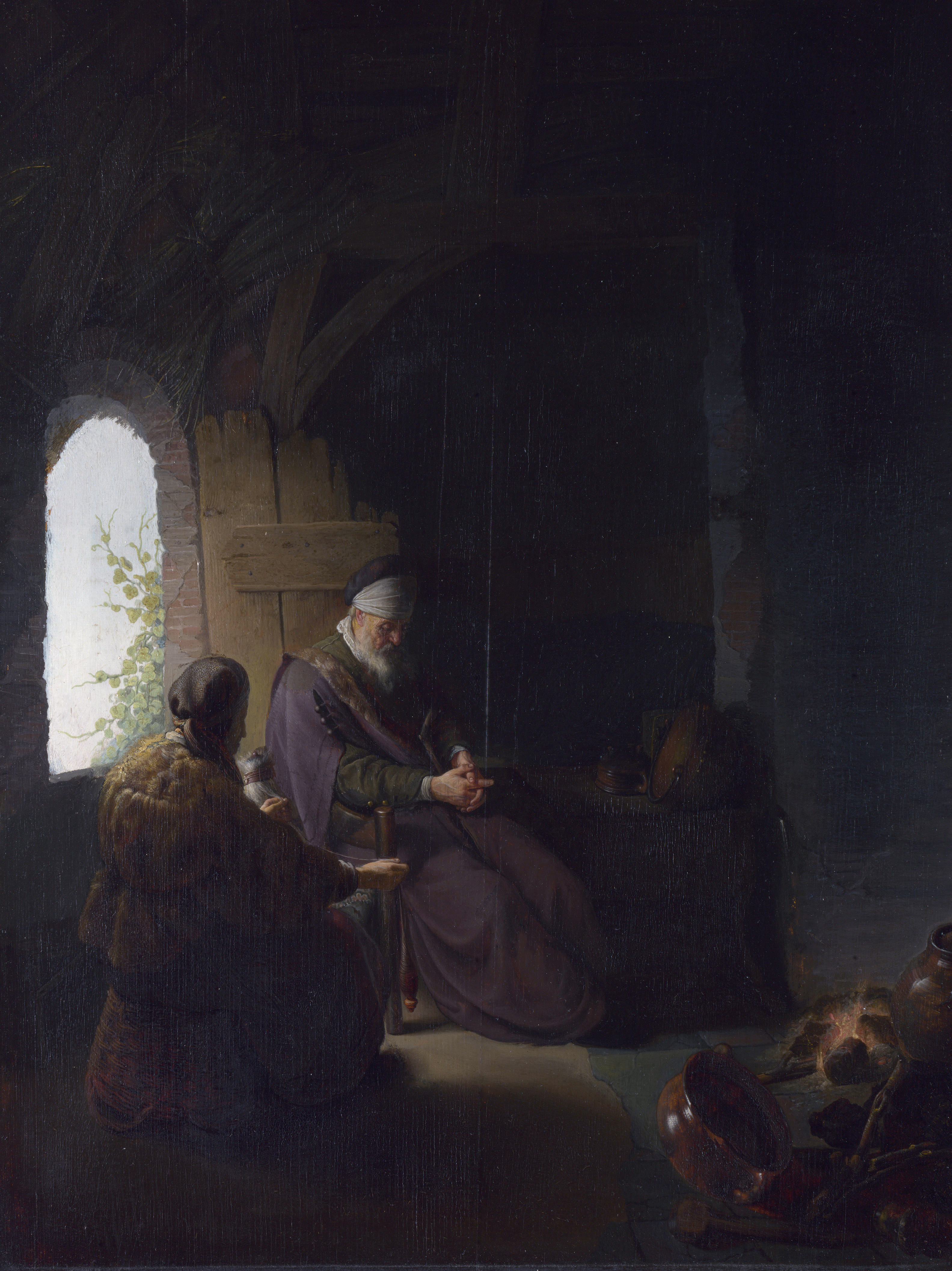
Anna i niewidomy stary Tobiasz. Księga Tobiasza opowiada o nim, jako o sprawiedliwym, kochającym bliźniego Izraelicie, wkładając w jego usta następujące słowa:W dniach panowania Salmanassara dawałem często jałmużnę braciom z mojego narodu. Dawałem mój chleb głodnym i ubranie nagim. A jeśli widziałem zwłoki któregoś z moich rodaków wyrzucone poza mury Niniwy, grzebałem je (Tb 1, 16-17). Rembrandt van Rijn, olej na dębie, 1630 r.

## Miłość bliźniego w Piśmie Świętym

### Stary Testament
Już w Starym Testamencie przykazanie miłości Boga zostało uzupełnione drugim przykazaniem: Będziesz miłował bliźniego Twego jak siebie samego (Kpł 19,18).
W najstarszych tekstach postawę obojętną lub wrogą wobec bliźnich uznawano za obrazę wyrządzoną Bogu samemu (Rdz 3,12). Prawo łączyło nakazy odnoszące się do stosunków międzyludzkich z wymaganiami, które dotyczą stosunków z Bogiem. Myśl ta widoczna jest w Dekalogu (Wj 20,12-17) czy w Kodeksie przymierza, który przepełniony jest  nakazami troski o ubogich i poniżonych (Wj 22,20-26; Ml 3,5). Cała tradycja  prorocka i sapiencjalna szły jednym torem: nie można się podobać Bogu nie szanując innych ludzi, zwłaszcza tych najbardziej opuszczonych, tych mniej „pociągających”. Nigdy nie sądzono, by można było kochać Pana Boga mając obojętny stosunek do ludzi. O jednym z królów judzkich, Bóg powiedział:

Wykonywał on Prawo i sprawiedliwość i dlatego zażywał pomyślności. Występował w obronie uciśnionego i ubogiego – wtedy powodziło mu się dobrze. Czy nie to znaczy znać Mnie? – wyrocznia Jahwe (Jer 22,15-16).

Niedługo przed przyjściem Chrystusa judaizm pogłębił naturę miłości braterskiej. Miłością bliźniego zaczęto obejmować przeciwnika-Żyda, a nawet nieprzyjaciela-poganina. Owa miłość rozszerzała swój zakres, stawała się coraz bardziej powszechna, chociaż Izrael nadal zachowywał swe centralne miejsce.
Kochaj pokój – mówił Hillel (przełom I w. p.n.e. i I w. n.e.) – wzdychaj do pokoju! Kochaj stworzenia, prowadź je do Prawa. Dochodzono też do odkrycia, że kochać – to znaczy przedłużać działanie Boże: Podobnie jak Święty – niech będzie za to błogosławiony – przyodziewa tych, którzy są nadzy, pociesza uciśnionych, grzebie umarłych, tak też i ty przyodziewaj nagich, nawiedzaj chorych itd.  Od tego momentu łatwo już było powiązać ze sobą dwa przykazania miłości Boga i bliźniego. Dokona tego kiedyś uczony w Piśmie, który przyszedł do Jezusa (Łk 10,26 n). Jeżeli myśl żydowska stawiała miłość bliźniego na równi z innymi przykazaniami, to chrześcijański sposób patrzenia na świat tej miłości nadaje pozycję jak najbardziej centralną, a nawet jedyną.

### Nowy Testament
Na przestrzeni całego Nowego Testamentu miłość bliźniego ukazywana jest w nierozłącznym powiązaniu z miłością Pana Boga. Obydwa przykazania stanowią szczyt i klucz zarazem do całego Prawa (Mk 12,28-33).
Miłując naszych braci, kochamy samego Pana (Mt 25,40), bo przecież wszyscy razem tworzymy jedno Ciało Chrystusa (Rz 12,5 -10; 1 Kor 12,12-27). Oto sposób, w jaki możemy odpowiadać na miłość, którą Bóg pierwszy nas umiłował (1 J 3,16; 4,19 n).Dzieło miłości Chrystusa wyraża się nadal w czynach Jego uczniów.
Przykazanie to, aczkolwiek stare, bo sięgające samych źródeł objawienia (1 J 2,7 n), jest jednak nowe: Jezus bowiem zapoczątkował przez swą ofiarę nową erę. Założył nową społeczność, zapowiadaną przez proroków i udzielił każdemu Ducha Świętego, który stworzył serca nowe. Jeżeli więc dwa przykazania są ze sobą powiązane, to, dlatego że miłość Chrystusa wyraża się nadal poprzez miłość, którą uczniowie okazują sobie nawzajem.
Miłość jest darem. Miłość chrześcijańska jest przedstawiana, zwłaszcza przez synoptyków i Apostoła Pawła, jako odbicie miłości samego Boga, który powodowany dobrocią, wydał własnego Syna dla zbawienia wszystkich ludzi – grzeszników, bez jakiejkolwiek zasługi z ich strony (Mk 10,45 ; Rz 5,6 nn). Jest to miłość powszechna, nie uznająca żadnych barier społecznych czy rasowych (Gal 3,28), nie mająca nikogo w pogardzie (Łk 14,13;  7 ,39; co więcej domaga się, by kochać nawet nieprzyjaciół (Mt 5,43-47; Łk 10,29-37). Miłość nie może się niczym zrażać: jej zewnętrzne przejawy sprowadzają się do przebaczenia bez końca (Mt 18,21 n; 6,12.14 n) do tego spontanicznego  gestu względem przeciwników (Mt 5,23-26), do cierpliwości, do dobra, którym się odpłaca za zło (Rz  12,14-21; Ef 4,25 -5,2).
W małżeństwie owa miłość wyraża się w formie całkowitego oddania się na wzór oddania się Chrystusa w ofierze (Ef 5,25 -32). Dla wszystkich wreszcie miłość jest dwustronnym niewolnictwem (Gal 5,13), w którym człowiek, wspólnie z Chrystusem ukrzyżowanym, wyrzeka się siebie samego (Flp 2 ,1-11).
W „hymnie na cześć miłości” (1 Kor 13) apostoł Paweł ukazuje naturę i wielkość miłości. Nie zapominając bynajmniej o jej codziennych wymaganiach (13,4 nn), stwierdza, że bez miłości wszystko jest bezwartościowe (13,1 nn) a ona sama zaś jest pożyteczna we wszystkim. Kochając jak Bóg, jak Chrystus, wkraczamy naszym życiem w rzeczywistość Bożą i wieczną (13,8-13).  Dzięki niej również został założony Kościół (1 Kor 8,1 ; Ef 4,16); dzięki niej człowiek staje się doskonały na dzień Pana (Flp 1,9 nn).
Miłość to zjednoczenie: Jan Ewangelista mówi o powszechnej i darmo nam danej miłości Boga (J 3,16; 15,16; 1 J 4,10),  lecz jako bardziej wrażliwy na sprawę wspólnoty Ojca ze Synem w Duchu Świętym, uwydatnia następstwa tej wspólnoty dla wzajemnej miłości chrześcijan. Ich braterstwo powinno oznaczać wspólnotę całkowitą, taką która angażuje wszystkie możliwości  miłowania i wiary. W obliczu świata, w którym nie może darzyć miłością królestwa złego (1 J 2,14 n; por. J 17,9),  chrześcijanin ma kochać swych braci miłością wymagającą i konkretną (1 J 3 ,11-18), opartą na prawie  wyrzeczenia się i śmierci, bez której to nie ma prawdziwego owocowania (J 12,24 n). Dzięki takiej miłości chrześcijanin trwa w zjednoczeniu  z Bogiem (1 J 4,7-5,4). Taka też była ostatnia modlitwa Jezusa: „ Aby miłość, którą Ty Mnie umiłowałeś, w nich była i ja w nich” (J  17,26).
Przeżywana przez apostołów w świecie, do którego nie należą (17,11.15 n),  ta miłość do braci jest świadectwem, umożliwiającym światu poznanie Jezusa jako Tego, który został posłany przez ojca (17,21): „ Po tym wszyscy poznają,  żeście uczniami moimi, jeśli będziecie  się wzajemnie miłowali” (13,35).

## Ojcowie Kościoła

### Augustyn z Hippony
Augustyn z Hippony (354–430) opisywał najgłębsze formy kontemplacji, wskazując, że ich źródłem jest miłość. To właśnie ona pobudza do kontemplowania spraw Bożych prowadząc do mądrości. Dla Augustyna, jak pisał Jan Paweł II, miłość była źródłem ogromnego bogactwa duchowego człowieka, jej dar sprawia, że życie nadprzyrodzone chrześcijan jest inne niż życie naturalne:

/Augustyn/ ukazuje z kolei niewyczerpane bogactwa tej miłości: łatwym czyni wszystko, cokolwiek jest trudne, nowym, co stało się już przyzwyczajeniem; nadaje nieprzepartą moc zdążaniu do najwyższego dobra, ponieważ tutaj, na ziemi, nie ma nigdy pełnej miłości; uwalnia od wszelkich zainteresowań, które nie mają związku z Bogiem; nie może być oddzielona od pokory: „gdzie pokora, tam i miłość”; jest istotą każdej cnoty: cnota bowiem jest niczym innym jak uporządkowaną miłością — i darem Boga.

W swoich pismach Augustyn przedstawił program rozwoju miłości od stadium początkowego aż do doskonałości.
Cechą najbardziej charakterystyczną uprawiania teologii przez Augustyna, ale także jego refleksji w innych dziedzinach, jak filozofia, pedagogika czy polityka było przekonanie, że miłość stanowi cel i kryterium poznania intelektualnego. Miłość rozumiał jako nieodłączną od prawdy i prawego życia:

Prawdziwa miłość polega na tym, abyśmy przywiązali się do prawdy i sprawiedliwie żyli.

 Przekonanie to – jak zwrócił uwagę Jan Paweł II – Augustyn przejął z Pisma Świętego, które całe mówi o Chrystusie i wzywa do miłości.
Św. Augustyn jest również autorem słynnej sentencji Dilige et quod vis fac – Kochaj i rób co chcesz (In epistulam Joannis ad Parthos VII 8).

## Teologia średniowieczna

### Tomasz z Akwinu
Tomasz z Akwinu pisał o miłości m.in. w traktacie o uczuciach części I-II Sumy Teologicznej, a także w traktacie o miłości w części II-II (Pars Secunda secundae).

#### Namiętności, uczucia i miłość
Dla Tomasza z Akwinu miłość jest źródłem uczuć i namiętności. Znajduje się u korzenia wszystkich poruszeń emocjonalnych człowieka (por. STh I-II, q. 28, a. 6). Tomasz nauczał o moralnej neutralności uczuć i namiętności. Inspirował się w tym nauczaniem Arystotelesa, który sprzeciwiał się stoikom, głoszącym że każda namiętność sama w sobie jest moralnie nieuporządkowana (por. STh I-II, q. 24, a. 2; III, q. 15;).
W Sumie teologicznej II-II, q153, a2, ad2, Akwinata ukazał, że „intensywna przyjemność związana z aktem seksualnym rozumnie uporządkowanym nie sprzeciwia się umiarowi cnoty”. Tomasz zwracał także uwagę, że nadmierna przyjemność szkodzi samej przyjemności. W Sumie teologicznej I-II q. 32, a. 7, mówiącej o przyczynach przyjemności, Tomasz ukazał to  na  przykładzie jedzenia. Pokarm może być źródłem przyjemności dla danej osoby, bo spełnia potrzeby jej ciała, jednak nadmiar jedzenia może zaszkodzić ciału i w ten sposób zniszczyć przyjemność jedzenia.

#### Miłość-caritas
W artykule 3 kwestii 26 części I-II Sumy, Akwinata przedyskutował odmienne przejawy miłości wyrażone przez nazwy amor, dilectio, oraz caritas. Nazwa caritas pochodzi, według dominikańskiego teologa, od słowa carus – drogi. Stąd „Miłość przyjaźni nazywa się «miłością-caritas», kiedy rozumiemy i doceniamy «cenną wartość», jaką posiada druga osoba”. Do tego nauczania Tomasza odwołał się Papież Franciszek w swej adhortacji o miłości Amoris Laetitia 127 oraz we wcześniejszej adhortacji o ewangelizacji Evangelii gaudium 199. Tomasz ukazał też inną istotną cechę miłości-caritas, miłości-przyjaźni. Miłość-caritas daje pierwszeństwo postawie daru z siebie, wobec postawy pasywnej, receptywnej. Średniowieczny teolog nauczał, że „do miłości bardziej należy chęć miłowania, niż bycia miłowanym”. Idąc za Etyką nikomachejską Arystotelesa, wskazał, że taką miłość można zobaczyć np. u „matek, u których spotykamy największą miłość, /bowiem/ bardziej starają się kochać, niż być kochane” (STh II-II q27 a1 ad 2 oraz a1 co).

## Mistycy chrześcijańscy o miłości
W teologii chrześcijańskiej mistyka jest określana jako poznanie Boga poprzez doświadczenie. W ciągu historii chrześcijaństwa wielu autorów pisało o miłości, próbując ukazać swoje doświadczenie mistyczne miłości w świetle Słowa Bożego i Tradycji nauczania wiary.

### Bernard z Clairvaux
Bernard z Clairvaux (1090–1153), teolog i mnich z Cîteaux, uczynił miłość głównym tematem swoich dzieł o życiu duchowym człowieka. Najbardziej znane jego dzieła to Komentarz do Pieśni nad pieśniami oraz O miłowaniu Boga.
Autor ten opisuje miłość jako więź łączącą chrześcijanina z Chrystusem jako Słowem Wcielonym. Przyrównuje tę więź do małżeństwa. Miłość osiąga najwyższy stopień doskonałości, gdy dochodzi do ścisłego zjednoczenia woli danej osoby z wolą Ukochanego, tak że osoba ta zaczyna tego samego chcieć /co Chrystus/ i tego samego nie chcieć – idem velle, idem nolle:

Czegóż można pragnąć bardziej niż takiej miłości, która sprawia, że nie znajdując zaspokojenia w ludzkim nauczaniu, na ślepo, z ufnością przybiegasz, duszo, do Słowa, mocno do Słowa się tulisz, czule się z Słowem zapoznajesz i o wszystko Je pytasz – ile zdolna pojąć, tyle śmiała pożądać? Przecież to naprawdę duchowy i święty związek małżeński! Mało, mówię, związek – to zespolenie. Rzeczywiste zespolenie, w którym chcenie tego samego i tego samego niechcenie czyni z dwojga jednego ducha. I nie trzeba się lękać, że nierówność osób zakłóci w jakiś sposób zbieżność tych woli – przecież miłość nie wie, co to wzajemny lęk. (Komentarz do Pieśni nad Pieśniami 83,3)

Również na drodze poznawania Boga Bernard przyznawał pierwszeństwo miłości, jako tej która pozwala objąć prawdy niepoznawalne rozumem. Pisał o tym w traktacie O poznawaniu Boga: „Przyczyną kochania Boga jest sam Bóg, a miarą – kochać bez miary”. Jednak, jak zauważył papież Pius XII nie odrzucał filozofii jako takiej, jedynie takie posługiwanie się nią, które spiera się o słowa, będąc pustą dialektyką, uprawianą w celu zdobycia sławy, pozycji lub pieniędzy. Bernard tak pisał o relacji wiedzy do miłości w komentarzu do biblijnej księgi Pieśń nad Pieśniami:

Są bowiem tacy, którzy chcą wiedzieć po to tylko, żeby wiedzieć – to wstrętna ciekawość. Są też tacy, którzy chcą wiedzieć po to, żeby o nich wiedziano – to wstrętna próżność... Są dalej i tacy, którzy chcą wiedzieć po to, żeby swoją wiedzę sprzedawać: na przykład za pieniądze czy zaszczyty – to wstrętne handlarstwo. Ale są i tacy, którzy chcą wiedzieć po to, by budować innych – to miłość. I wreszcie tacy, którzy chcą wiedzieć, by siebie budować – to roztropność. (Komentarz do księgi Pieśni nad pieśniami 36, 3; PL 180,968 C,D)

### Małgorzata Maria Alacoque
Począwszy od 27 grudnia 1673 roku młoda francuska zakonnica Małgorzata Maria Alacoque w sposób mistyczny spotykała Jezusa, który poprosił ją, by przypomniała ludzkości o Jego miłości, polecając jej rozpropagowanie w świecie kultu Serca Bożego (w czym pomógł jej spowiednik św. Klaudiusz de la Colombière. W czasie jednego ze spotkań Jezus powiedział do młodej wizytki z klasztoru w Paray-le-Monial:

Moje Boskie Serce przepełnione jest miłością ku ludziom, a zwłaszcza ku tobie, dlatego też biją z niego płomienie, by się przez ciebie ludziom objawić, i w skarby, na które ty patrzysz, ich zaopatrzyć, w skarby, na które składają się łaski konieczne do tego, by ludzi wybawić z przepaści zatracenia. Ciebie niegodną i nieuczoną wybrałem do wypełnienia moich zamiarów, aby jasną było rzeczą, że wszystko jest wyłącznie moim dziełem. Dlatego daj mi serce twoje!
(I wziął Jezus serce Małgorzaty i oddał je jej rozpłomienione miłością ze słowami): Patrz ukochana, oto zadatek mojej miłości! Żar, który zapaliłem w twym sercu, nigdy nie zgaśnie....

### Teresa z Lisieux
Żyjąca pod koniec XIX wieku we Francji Teresa z Lisieux (1873–1897) rozpoznała swoje powołanie w powołaniu jako bycie miłością w sercu wspólnoty Kościoła: W sercu Kościoła, mojej Matki, będę miłością. Teresa świadoma była, że jako karmelitanka ma być oblubienicą Chrystusa i duchową matką, rodzącą ludzi do wiary poprzez modlitwę. Jednak jej pragnienia sięgały także innych powołań, chciała walczyć dla Chrystusa, być księdzem, apostołem i nauczycielem w Kościele, także męczenniczką. Czytając 12 i 13 rozdział 1. Listu do Koryntian, natrafiła na zdanie apostoł Pawła, które jakby przeciwstawiało się jej pragnieniom. Mówiło ono bowiem, że nie wszyscy mogą być jednocześnie prorokami, apostołami i nauczycielami. Jednak dalsza zachęta apostoła Pawła by szukać doskonalszych darów, z których największym jest miłość, uświadomiły jej, że jeśli podejmie powołanie do miłości, to będzie te wszystkie powołania wypełniać – tak jak serce w ciele, które pompuje krew do wszystkich członków: moim powołaniem jest miłość. (...) W ten sposób będę wszystkim i urzeczywistni się moje pragnienie.

### Faustyna Kowalska
Sekretarka Bożego miłosierdzia (Dz. 965, 1160 etc.) poświęciła całe życie na głoszenie światu Bożej miłości. Wskazywała ona, że jest to największy przymiot Boga (Dz. 163, 180 etc.; por. 1 J 4,8.16), który jest nieskończony i niezgłębiony (passim). W związku z tym również człowiek powinien odwdzięczać się Bogu i naśladować Go, kochając wszystkich ludzi całym sercem i ukazując im miłość samego Boga (Dz. 1688, 1777 etc.; por. Mt 22,39). Jest to warunek dostąpienia miłosierdzia od Boga po śmierci (Dz. 742, 1317 etc.; por. Mt 5,7). Wszystko jest okazją do kochania, i miłość trzeba praktykować zawsze, zwłaszcza wobec ludzkiej biedy, materialnej i duchowej (Dz. 72, 742, 1313, 1317, 1572, 1777). Faustyna Kowalska definiuje miłość nie jako uczucie czy słowo, ale czyn i decyzję (Dz. 392, 663, 1249; por. 1 J 3,18; Jk 1,22). Jednocześnie podkreśla, że najważniejsza jest intencja i cierpliwość, a nie zewnętrzne dzieła czy skuteczność (Dz. 86, 90, 450, 800, 889-890, 952, 984, 1310, 1566, 1654). Bardzo ważne jest zarazem to, żeby miłość ta była czysta, czyli powodowana tylko względem na Boga (Dz. 66, 484, 550, 619, 832, 1740, 1779). W ten sposób nawet najmniejsze czyny mogą mieć wielką wartość przed Bogiem (Dz. 140, 279, 302, 502, 508). Miłość przejawia się często w cierpieniu, w fizycznej ofierze (Dz. 138, 279, 309, 485, 751, 1053, 1184, 1268, 1759). Istotę miłości definiuje jednak św. Faustyna jako pełnienie woli Bożej - niezależnie od tego, czy jest ona przyjemna, czy nie (Dz. 279, 576, 616, 666, 724, 1004, 1107). Miłość oznacza także posłuszeństwo przełożonym duchownym - ofiarę woli i rozumu, która jest cenniejsza niż największe poświęcenia (Dz. 28, 93, 354, 365, 375, 639, 1023, 1187, 1686). Miłość jest nierozerwalnie związana z miłosierdziem, które jest określane jako jej owoc (Dz. 703, 949, 1363). Miłość jest tajemnicą, która przekształca wszystko, czego się dotknie, w rzeczy piękne i miłe Bogu (Dz. 890). Miłość jest przebóstwieniem, łaską Ducha Świętego płynącą z mocy sakramentów, a zwłaszcza Eucharystii (Dz. 1242, 1289, 1371, 1523). Stosunek Faustyny do Jezusa był przy tym bardzo osobisty – oblubieńczy – i podobnie mają postępować inni, a zwłaszcza dusze zakonne (Dz. 16, 25, 92 etc.). Podkreślała ona zarazem, że człowiek czerpie miłość z adorowania dobroci Chrystusa na krzyżu (Dz. 186, 369, 379, 654, 737, 1184, 1224, 1512, 1657, 1761). W tym kontekście zauważała także, że im bardziej poznamy Boga, tym bardziej Go pokochamy (Dz. 478, 771, 1030, 1474). I dał mi Bóg poznać jedną jedyną rzecz, która ma w oczach Jego nieskończoną wartość, a tą jest miłość Boża – miłość, miłość i jeszcze raz miłość; i z jednym aktem czystej miłości Bożej nie może iść nic w porównanie (Dz. 778).

## Miłość w refleksji współczesnej
Miłość jest największą z cnót teologalnych, jest najwyższym spośród darów Ducha Świętego i najwznioślejszą jakością życia chrześcijańskiego (por. 1 Kor 12,31 oraz  13,13). J. MacQuarrie zwrócił uwagę, że zdolność Jezusa Chrystusa do absolutnej miłości była objawieniem Jego bosko-ludzkiej natury – bowiem tylko dzięki zjednoczeniu z Bogiem przez wcielenie natura człowieka mogła mieć taką zdolność miłowania. Cechą tej miłości jest w sensie ontologicznym pozwalanie-zaistnieć, (ang.) letting-be, drugiej osobie. Jest to doskonalsze określenie miłości niż np. nazywanie jej siłą tworzącą związek, gdyż to ostatnie może mieć cechy egocentryczne. Według krytyki sposobu ujmowania miłości przez XIX w. teologa protestanckiego Friedricha Schleiermachera, którą przeprowadził Dietrich Bonhoeffer w swojej rozprawie doktorskiej (1927), uznawanie, że pierwszym celem miłości jest jednoczenie drugiej osoby ze sobą lub siebie z drugą osobą nie oddaje prawdziwie tajemnicy miłości. Miłość taka może mieć nawet destrukcyjny wpływ na prawdziwą wspólnotę.
Miłość jest cnotą wlaną, to znaczy jest darem łaski Bożej, jest udzielana człowiekowi darmo poprzez postawę wiary – człowiek nie ma jej z natury. Ten dar miłości Boga uzdalnia do wchodzenia w dziecięcą relację z Nim. Ludzka miłość jest udzielana i wspierana poprzez działanie Ducha Świętego, będącego zasadą wzajemnej wymiany miłości w Trójcy Świętej, a także doprowadzana przez Niego do pełnej doskonałości.
Według Marie-Dominique Philippe OP, refleksja teologiczna o miłości chrześcijańskiej doznała straty u progu ery nowożytnej, gdy pod wpływem Williama Ockhama uprawianie teologii odeszło od poszukiwań metafizycznych do analiz czysto logicznych. Teologia zamknęła się na kontemplację, gdyż obraca się w kręgu idei i pojęć, nie sięgając rzeczywistości o której mówi:

Prymat logiki prowadzi do prymatu idei; kiedy zaś idea staje się pierwsza, miłość nie może już być tym, czym powinna. Krótko mówiąc, pozbawiając realizm poznania intelektualnego i metafizyki, logika Ockhama spowodowała natychmiastowy upadek teologii. Dopóki logika pozostaje narzędziem, jest oczywiście czymś wspaniałym. Kiedy tylko jednak zajmie miejsce metafizyki, zabija wszelkie spojrzenie na miłość. W istocie Ockham przekazał teologię, która nie mogła już mówić o Duchu Świętym i o miłości tak jak powinna.

### Teologia miłości Benedykta XVI
Bóg jako Miłość jest głównym tematem teologii papieża Benedykta XVI. Trzy ważne dokumenty papieskie mają w tytule słowo miłość (łac. caritas): encyklika o miłości Bożej: Deus caritas est (2005); adhortacja o Eucharystii: Sacramentum Caritatis (2007); oraz encyklika o Katolickiej nauce społecznej, o rozwoju ludzkim w miłości i prawdzie: Caritas in veritate (2009). Według Pascala Ide'a, który specjalizuje się w teologii Józefa Ratzingera, miłość stanowi dla papieża klucz interpretacyjny dla zrozumienia chrześcijańskiego misterium. Według badań leksykalnych, które uczony przeprowadził przed 2007 rokiem, w dziełach Józefa Ratzingera rzeczownik miłość wystąpił ponad 2400 razy, a czasownik kochać ponad 300 razy. Inne podobne słowa: caritas ponad 400 razy; czułość ponad 300 razy; miłosierdzie oraz miłosierny ponad 260 razy; przyjaźń ponad 170 razy etc.

## Rozwój miłości
Miłość ma charakter dynamiczny i w czasie ludzkiego życia może wzrastać aż do osiągnięcia pełni w Bogu lub zmniejszać się aż do całkowitej utraty; przyczyną zanikania miłości są grzechy powszednie, a jej utraty – grzech śmiertelny. Jezus Chrystus najpełniej odpowiedział w imieniu ludzkości na miłość Ojca i daje ludziom uczestnictwo w tej odpowiedzi. Obrazem tej relacji jest sprawowana Eucharystia.

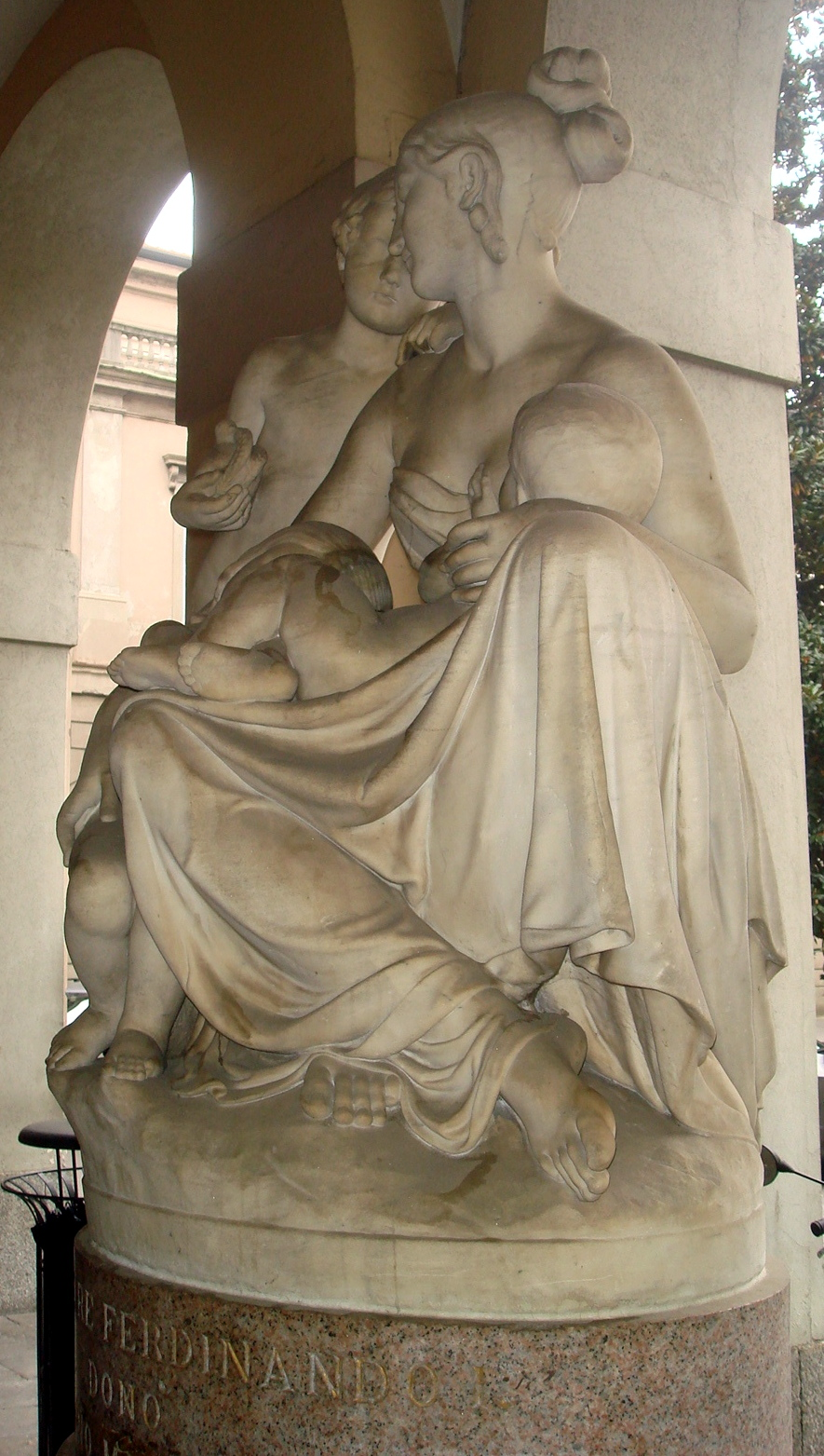
Matka z dziećmi – personifikacja miłości. Macierzyństwo jest jednym z bardziej popularnych symboli miłości duchowej (caritas) w sztuce nowożytnej. Vittorio Nesti (+ 1874), rzeźba „La Carità” (1841) w Mediolanie.

Według J. MacQuarrie, miłość agape przeciwstawiana jest zazwyczaj miłości eros. Jeśli ta ostatnia jest zwrócona ku sobie, jest ego-centryczna – przeciwstawienie to jest zasadne. Ale cechą miłości-eros, nie zawężonej do sfery seksualnej, jest tęsknota za Bogiem, pragnienie, by być jak On. W tym dążeniu do Boga miłość-eros ma już w sobie ziarno miłości-agape, gdyż jeśli tęsknota poprzez działanie łaski Bożej zostanie zrealizowana, miłość która pragnie, przekształca się w miłość, która pozwala zaistnieć /(ang.) lets-be/. Te refleksje protestanckiego teologa podjął w swej pierwszej encyklice Deus caritas est papież Benedykt XVI:

Natrafiliśmy na dwa fundamentalne słowa: eros jako określenie miłości « ziemskiej » i agape jako wyrażenie oznaczające miłość opartą na wierze i przez nią kształtowaną. Obydwa pojęcia są często przeciwstawiane jako miłość « wstępująca » i miłość « zstępująca ». Są także inne podobne klasyfikacje, jak na przykład rozróżnienie pomiędzy miłością posesywną i miłością ofiarną /(łac.) amor concupiscentiae — amor benevolentiae/, do którego czasami bywa dołączona jeszcze miłość interesowna.(...) W rzeczywistości eros i agape — miłość wstępująca i miłość zstępująca — nie dają się nigdy całkowicie oddzielić jedna od drugiej. Im bardziej obydwie, niewątpliwie w różnych wymiarach, znajdują właściwą jedność w jedynej rzeczywistości miłości, tym bardziej spełnia się prawdziwa natura miłości w ogóle.(n 7)

Karol Wojtyła wskazywał, że miłość teologalna może się objawić między mężczyzną i kobietą, gdy jest w niej element upodobania, które wiąże się z poznaniem umysłowym.